# Colorado Springs Switchbacks Football Club
Il Colorado Springs Switchbacks Football Club, meglio noto semplicemente come Colorado Springs Switchbacks, è una società calcistica professionistica statunitense con base a Colorado Springs, in Colorado.
Milita nella USL Championship, secondo livello del calcio americano.

## Storia
La franchigia dei Colorado Springs Switchbacks venne fondata il 5 dicembre 2013 da Martin Ragain e Nick Ragain, proprietari della LLC. Ragain (società globale di progettazione di ingegneria meccanica ed elettrica) per competere nella USL Pro, l'allora terza divisione statunitense. Il nome ufficiale della squadra fu annunciato qualche settimana più tardi, il 31 gennaio 2014, a seguito di un sondaggio condotto tra i tifosi. La denominazione Switchback (tornanti) deriva dalle caratteristiche stradali presenti nelle montagne vicino Colorado Springs.
L'11 marzo 2014 venne annunciato come allenatore Steve Trittschuh, già assistente allenatore dei Colorado Rapids, club militante nella Major League Soccer.
Il 30 ottobre 2018, il club annunciò di aver raggiunto un accordo di affiliazione con gli stessi Colorado Rapids.
Nel 2021 saranno ultimati i lavori di costruzione del nuovo stadio del club. Denominato Weidner Field, l'impianto sarà dotato di una capienza di 8.000 posti.

## Stadio
Il club ha disputato le sue prime sei stagioni tra i professionisti presso il vecchio Weidner Field, un impianto da circa 5.000 posti e ora noto come Switchbacks Training Centre nel quale la società aveva investito circa 3 milioni di dollari per adattarlo agli standard del campionato e per cui gli Switchbacks avevano firmato un accordo di gestione col comune della durata di 10 anni. Lo stadio, situato a poco meno di 2.000 metri sul livello del mare, era l'impianto di una squadra di calcio professionistica posto alla maggiore altitudine di tutti gli Stati Uniti.
A partire dalla stagione 2021 la squadra disputerà i propri incontri casalinghi presso il nuovo Weidner Field. Costato circa 35 milioni di dollari, il nuovo impianto, con i suoi circa 1840 metri sul livello del mare, diverrà a sua volta quello posto alla maggior altitudine tra tutti quelli di squadre calcistiche professionistiche statunitensi. Annunciato ufficialmente nel luglio del 2018, i lavori di costruzione dell'impianto erano poi iniziati il 7 dicembre 2019.

## Rosa 2023
Aggiornata al 14 febbraio 2023.
| N. |                              | Ruolo | Calciatore        |
| -- | ---------------------------- | ----- | ----------------- |
| 13 | Germania (bandiera)          | D     | Dennis Erdmann    |
| 30 | Messico (bandiera)           | P     | Christian Herrera |
|    | Stati Uniti (bandiera)       | D     | Jimmy Ockford     |
|    | Grenada (bandiera)           | A     | Kharlton Belmar   |
|    | Stati Uniti (bandiera)       | P     | Jeff Caldwell     |
|    | Stati Uniti (bandiera)       | C     | Cam Lindley       |
|    | Stati Uniti (bandiera)       | C     | Steven Echevarria |
|    | Canada (bandiera)            | A     | Malik Johnson     |
|    | Trinidad e Tobago (bandiera) | D     | Triston Hodge     |
|    | Guinea (bandiera)            | A     | Hadji Barry       |
|    | Stati Uniti (bandiera)       | D     | Matt Mahoney      |

| N. |                         | Ruolo | Calciatore           |
| -- | ----------------------- | ----- | -------------------- |
|    | Paesi Bassi (bandiera)  | D     | Yesin van der Pluijm |
|    | Stati Uniti (bandiera)  | C     | Issa Rayyan          |
|    | Ghana (bandiera)        | A     | Elvis Amoh           |
|    | Stati Uniti (bandiera)  | C     | Zach Zandi           |
|    | RD del Congo (bandiera) | A     | Michee Ngalina       |
|    | Kenya (bandiera)        | C     | Haji Abdikadir       |
|    | Inghilterra (bandiera)  | D     | Macauley King        |
|    | RD del Congo (bandiera) | C     | Beverly Makangila    |
|    | Stati Uniti (bandiera)  | D     | Isaiah Foster        |
|    | Stati Uniti (bandiera)  | C     | Drew Skundrich       |

## Rosa 2022
Aggiornata al 2 marzo 2022.
| N. |                              | Ruolo | Calciatore        |
| -- | ---------------------------- | ----- | ----------------- |
| 13 | Germania (bandiera)          | D     | Dennis Erdmann    |
| 30 | Messico (bandiera)           | P     | Christian Herrera |
|    | Stati Uniti (bandiera)       | D     | Jimmy Ockford     |
|    | Grenada (bandiera)           | A     | Kharlton Belmar   |
|    | Stati Uniti (bandiera)       | P     | Jeff Caldwell     |
|    | Stati Uniti (bandiera)       | C     | Cam Lindley       |
|    | Stati Uniti (bandiera)       | C     | Steven Echevarria |
|    | Canada (bandiera)            | A     | Malik Johnson     |
|    | Trinidad e Tobago (bandiera) | D     | Triston Hodge     |
|    | Guinea (bandiera)            | A     | Hadji Barry       |

| N. |                         | Ruolo | Calciatore           |
| -- | ----------------------- | ----- | -------------------- |
|    | Stati Uniti (bandiera)  | D     | Matt Mahoney         |
|    | Paesi Bassi (bandiera)  | D     | Yesin van der Pluijm |
|    | Stati Uniti (bandiera)  | C     | Issa Rayyan          |
|    | Ghana (bandiera)        | A     | Elvis Amoh           |
|    | Stati Uniti (bandiera)  | C     | Zach Zandi           |
|    | RD del Congo (bandiera) | A     | Michee Ngalina       |
|    | Kenya (bandiera)        | C     | Haji Abdikadir       |
|    | Inghilterra (bandiera)  | D     | Macauley King        |
|    | RD del Congo (bandiera) | C     | Beverly Makangila    |
|    | Stati Uniti (bandiera)  | D     | Isaiah Foster        |

## Rosa 2020
| N. |                        | Ruolo | Calciatore        |
| -- | ---------------------- | ----- | ----------------- |
| 1  | Canada (bandiera)      | P     | Sean Melvin       |
| 2  | Andorra (bandiera)     | D     | Joan Cervós       |
| 4  | Guatemala (bandiera)   | D     | Gabriel Robinson  |
| 5  | Messico (bandiera)     | D     | Ever Rubio        |
| 7  | Stati Uniti (bandiera) | A     | Austin Dewing     |
| 8  | Giappone (bandiera)    | C     | Hiroki Kurimoto   |
| 9  | Stati Uniti (bandiera) | A     | Christian Volesky |
| 10 | Stati Uniti (bandiera) | A     | Luke Ferreira     |
| 11 | Canada (bandiera)      | C     | Mamadi Camara     |
| 12 | Stati Uniti (bandiera) | A     | Niki Jackson      |
| 14 | Ruanda (bandiera)      | D     | Abdul Rwatubyaye  |
| 16 | Cuba (bandiera)        | D     | Adrián Diz        |

| N. |                        | Ruolo | Calciatore         |
| -- | ---------------------- | ----- | ------------------ |
| 17 | Sudafrica (bandiera)   | A     | George Lebese      |
| 19 | Stati Uniti (bandiera) | D     | Darren Yapi        |
| 21 | Stati Uniti (bandiera) | D     | Kris Reaves        |
| 22 | Stati Uniti (bandiera) | D     | Sebastian Anderson |
| 23 | Messico (bandiera)     | C     | Uvaldo Luna        |
| 24 | Stati Uniti (bandiera) | D     | Vladimir Walent    |
| 44 | Stati Uniti (bandiera) | D     | Jordan Burt        |
| 77 | Giamaica (bandiera)    | C     | Andre Lewis        |

## Palmarès
- USL Championship: 1

2024